# سید ناصر علی‌شاه
سید ناصر علی‌شاه یک سیاستمدار پاکستانی از قومیت هزاره است که از طرف حزب مردم پاکستان عضو مجمع ملی پاکستان گردید. او در کویته متولد شده‌است و هم‌اکنون عضویت حزب ملی بلوچستان را دارد.